# Trois d'Angola
Pour les articles homonymes, voir Angola (homonymie).

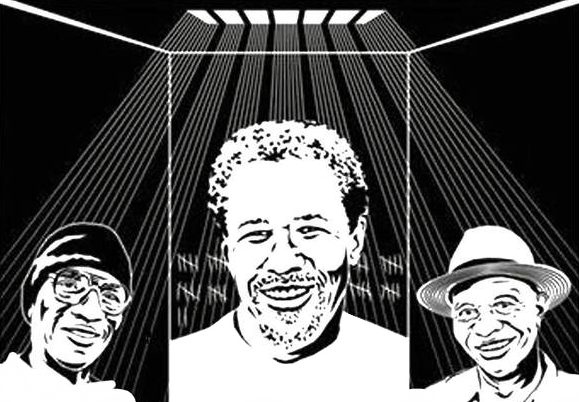
Les Trois d'Angola.

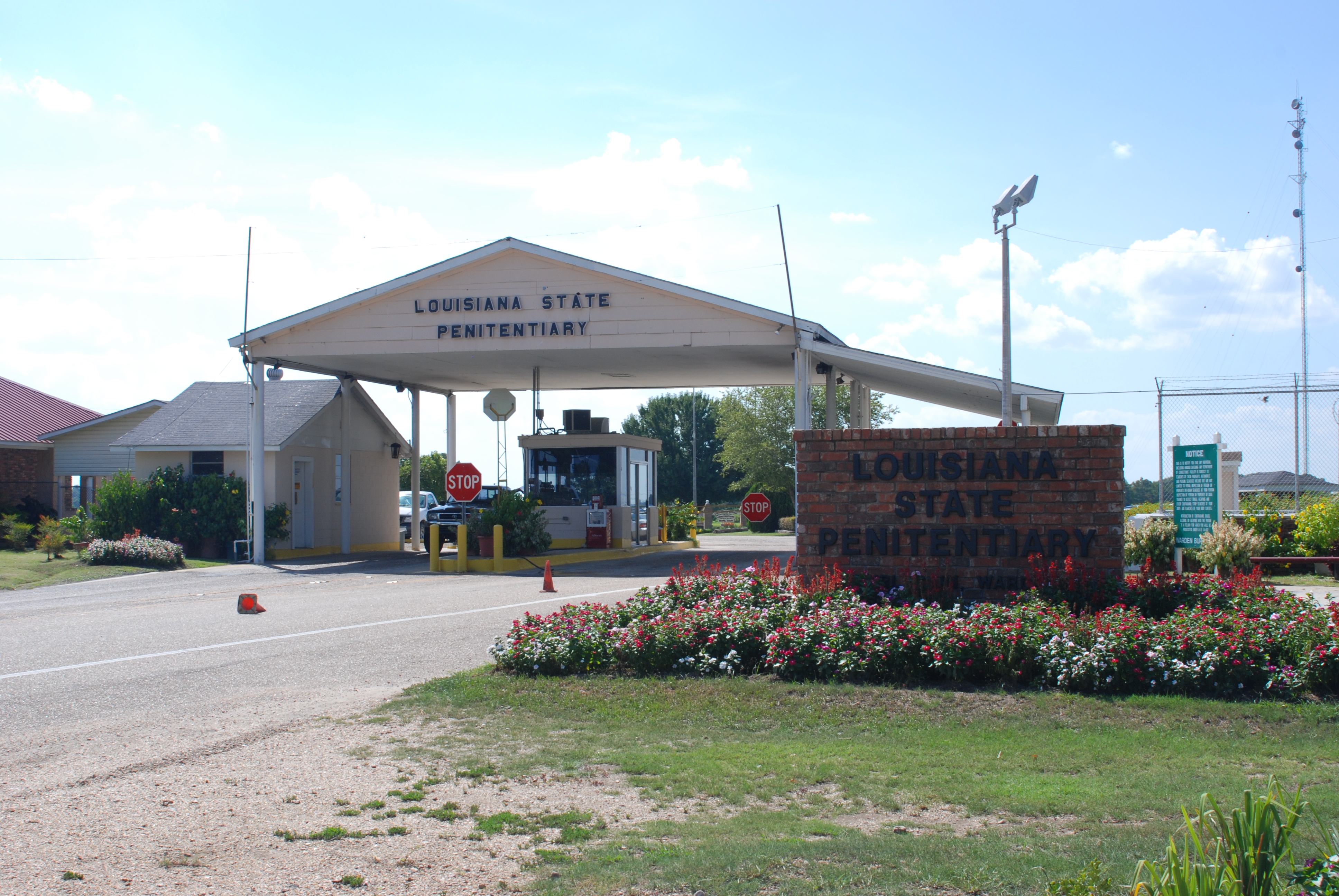
Entrée du Louisiana State Penitentiary appelé Angola.

Les Trois d'Angola (en anglais : The Angola Three) est le nom donné à trois prisonniers américains : Robert Hillary King (né Robert King Wilkerson), Albert Woodfox et Herman Wallace. Ils ont tous trois été placés à l'isolement au pénitencier d’État de Louisiane, aussi connue sous le nom Angola, après le meurtre d'un surveillant de prison en 1972. Albert Woodfox, le dernier des trois à être encore emprisonné, est sorti le 19 février 2016.

## Présentation
Les trois d'Angola ont tous trois fait partie du Black Panther Party.
- Albert Woodfox est sorti de prison le 19 février 2016 après 43 ans d'isolement[1]. Il était le plus ancien prisonnier américain à l'isolement (depuis 1972)[2], et sort de prison à 69 ans. Il meurt de complications du Covid-19 en août 2022[3].

- Robert Hillary King (en) (né le 30 mai 1942) est sorti en 2001[4].

- Herman Wallace est sorti le 1er octobre 2013 mais gravement malade, il est décédé trois jours après[5].

#### Bande dessinée
- Bruno et David Cénou, Panthers in the Hole, La boîte à bulles, 2014,  (ISBN 978-2849531952).